# Anna Anders
Anna Anders (* 1959 in München) ist eine deutsche Künstlerin. Ihre Arbeiten umfassen Videoinstallationen, Fotografie und Objekte.

## Leben
Anna Anders wurde als Tochter des Künstlerehepaares Karl Bohrmann (1928–1998) und Maria Reuter (1929–2021) geboren. Sie studierte von 1980 bis 1986 an der Akademie der Bildenden Künste München. Von 1992 bis 1995 absolvierte sie ein Postgraduiertenstudium an der Kunsthochschule für Medien Köln, wo sie als künstlerisch-wissenschaftliche Mitarbeiterin von 1997 bis 2001, im Bereich Medienkunst, tätig war. Von 2005 bis 2022 lehrte sie als Professorin an der Universität der Künste Berlin für die „Gestaltung des bewegten Bildes“, in den Studiengängen Kunst und Medien und Visuelle Kommunikation. Ihre Video- und Fotoarbeiten wurden und werden in zahlreichen internationalen Festivals, Ausstellungen und Kunstmessen gezeigt. Anna Anders ist Mitglied im Deutschen Künstlerbund. Sie lebt und arbeitet in Berlin.

## Ausstellungen
| 2017 |  | Projektraum Deutscher Künstlerbund, Berlin, D        |
|      |  | Kunst(zeug)hausRapperswil, CH                        |
|      |  | Kunsthaus Interlaken, CH                             |
| 2016 |  | Kunstmuseum Mülheim an der Ruhr, D                   |
|      |  | Museum im Kulturspeicher, Würzburg, D                |
| 2015 |  | Avesta Art, S                                        |
| 2014 |  | Fort Schoenenbourg, F/Elsass                         |
| 2013 |  | Mediterranean Biennale Sakhnin, IL                   |
| 2011 |  | Werkbundarchiv / Museum der Dinge, Berlin, D         |
| 2010 |  | Kunstmuseum Ahlen / Westfalen, D                     |
|      |  | Mediterranean Biennale of Contemporary Art Haifa, IL |
| 2009 |  | KIBLA – Multimedia Center Maribor, SLO               |
| 2008 |  | Projektraum Deutscher Künstlerbund, Berlin, D        |
| 2007 |  | Ars Electronicaat Science Center Singapore, SGP      |
| 2005 |  | Rheinisches Landesmuseum Bonn, D                     |
|      |  | Kunsthalle Bremen, D                                 |
| 2004 |  | Musée d´Histoire de la Ville de Luxembourg, L        |
| 2003 |  | Taipei Fine Arts Museum, Taiwan (RC)                 |
| 2002 |  | Kunstmuseum Bern, CH                                 |
| 2000 |  | Edith-Ruß-Haus, Oldenburg, D                         |
| 1999 |  | Ars Electronica Center Linz, A                       |
| 1998 |  | Skulpturenmuseum Glaskasten, Marl, D                 |
| 1996 |  | Museum für Gestaltung Zürich, CH                     |
| 1994 |  | Karl Ernst Osthausen Museum Hagen, D                 |
| 1992 |  | Glyptothek München, D                                |

### Art Fairs
- Art Cologne, Köln, D, 2005, 2004, 2002, 2000, 1999, 1994 (Galerie Gabriele Rivet)
- Art Brussel, Brüssel, B, 2004, 2003, 2002 (Galerie Gabriele Rivet)

### Wanderausstellung
Video Skulptur in Deutschland seit 1963 (ifa) weltweit, u. a. Museu Paco das Artes, São Paulo, BR, Museo de la Ciudad Quito, Ecuador, Tretjakow Galerie, Moskau, RUS, Center for Contemporary Art at NaKUMA, Kiew, UA, Hara Museum, Tokyo, J, Singapore Art Museum, Singapur, SGP, Seoul Arts Center, ROK, Museum van Hedendaagse Kunst, Ghent, B, Zachęta Gallery, Warschau, PL, Hong Kong Arts Centre, RC, Centrum Beeldende Kunst, NL, World Wide Video Centre Den Haag, NL.

### Video Festivals und Screenings
- European Media Art Festival, Osnabrück, D
- VKunst Frankfurt am Main, D
- Brooklyn Euphoria New York, USA
- Filmfest München, D
- Goethe-Institut in Bratislava, Warsaw, Danzig, Pl, Guadalajara, MEX, CaixaForum Barcelona, E, Tirana, AL, Marseille, F
- Museum Folkwang Essen, D
- Museum Ludwig Köln, D.

### Kataloge
- Face to Face, 2004, ISBN 3-936711-44-5